# Nombre à moyenne harmonique entière
En arithmétique, un nombre à moyenne harmonique entière est un entier strictement positif dont les diviseurs positifs ont pour moyenne harmonique un nombre entier. Autrement dit, si a1, a2, ..., an sont les diviseurs du nombre, 
{\displaystyle {\frac {n}{{\frac {1}{a_{1}}}+{\frac {1}{a_{2}}}+\cdots +{\frac {1}{a_{n}}}}}={\frac {n}{\sum _{i=1}^{n}{\frac {1}{a_{i}}}}}}
doit être un entier. Ces nombres ont été définis par Øystein Ore en 1948 et apparaissent dans la littérature mathématique anglophone sous différents noms, en particulier, Harmonic divisor number, Ore's (harmonic) numbers, harmonic numbers, numbers with integral harmonic mean ; il ne semble pas y avoir de terminologie attestée en français.
Les douze premiers nombres à moyenne harmonique entière sont :
1, 6, 28, 140, 270, 496, 672, 1 638, 2 970, 6 200, 8 128 et 8 190 (suite A001599 de l'OEIS).
Par exemple, le nombre 140 a pour diviseurs 1, 2, 4, 5, 7, 10, 14, 20, 28, 35, 70, et 140. Leur moyenne harmonique est
{\displaystyle {\frac {12}{1+{\frac {1}{2}}+{\frac {1}{4}}+{\frac {1}{5}}+{\frac {1}{7}}+{\frac {1}{10}}+{\frac {1}{14}}+{\frac {1}{20}}+{\frac {1}{28}}+{\frac {1}{35}}+{\frac {1}{70}}+{\frac {1}{140}}}}}
donc est égale à 5, un entier.
De même, 496 a pour diviseurs 1, 2, 4, 8, 16, 31, 62, 124, 248 et 496, dont la moyenne harmonique est 5.
Quatre des nombres listés (6, 28, 496, 8128) sont aussi des nombres parfaits. Ore démontra que tous les nombres parfaits sont de ce type. Comme les nombres parfaits, les nombres à moyenne harmonique entière tendent à être des nombres pairs, au moins dans les intervalles observés. Ore a en fait conjecturé qu'à part 1, il n'existe pas de nombres impairs à moyenne harmonique entière (une preuve de cette conjecture entraînerait la conjecture classique selon laquelle il n'existe pas de nombres parfaits impairs).
En 1972, William Mills a démontré qu'excepté 1, il n'existe pas de nombre impair à moyenne harmonique entière dont les facteurs premiers soient inférieurs à 107. En 2007, Chishiki, Goto et Ohno ont prouvé que pour tout entier M, il existe au plus un nombre fini de nombres impairs à moyenne harmonique entière dont tous les facteurs premiers (à un nombre fixé près) sont bornés par M.